# Wahlbezirk Böhmen 98
Der Wahlbezirk Böhmen 98 war ein Wahlkreis für die Wahlen zum Abgeordnetenhaus im österreichischen Kronland Böhmen. Der Wahlbezirk wurde 1907 mit der Einführung der Reichsratswahlordnung geschaffen und bestand bis zum Zusammenbruch der Habsburgermonarchie.

## Geschichte
Nachdem der Reichsrat im Herbst 1906 das allgemeine, gleiche, geheime und direkte Männerwahlrecht beschlossen hatte, wurde mit 26. Jänner 1907 die große Wahlrechtsreform durch Sanktionierung von Kaiser Franz Joseph I. gültig. Mit der neuen Reichsratswahlordnung schuf man insgesamt 516 Wahlbezirke mit je einem zu wählenden Abgeordneten, die durch Direktwahl mit allfälliger Stichwahl bestimmt wurden. Der Wahlkreis Böhmen 98 umfasste den Gerichtsbezirk Warnsdorf. Aus der Reichsratswahlen 1907 ging Anton Pergelt von der Deutschen Fortschrittspartei als Sieger hervor. Er wurde bei der Reichsratswahl 1911 von seinem Parteikollegen Philipp von Langenhan abgelöst.

## Wahlen

### Reichsratswahl 1907
Die Reichsratswahl 1907 wurde am 14. Mai 1907 (erster Wahlgang) sowie am 23. Mai 1907 (Stichwahl) durchgeführt.

#### Erster Wahlgang
| Kandidat                                                              | Partei                      | Wahlkreisstimmen | Prozent |
| --------------------------------------------------------------------- | --------------------------- | ---------------- | ------- |
| Engelbert Pernerstorfer                                               | Sozialdemokratische Partei  | 3990             | 46,6 %  |
| Anton Pergelt                                                         | Deutsche Fortschrittspartei | 3183             | 37,2 %  |
| Dietl                                                                 | Christlichsoziale Partei    | 737              | 8,6 %   |
| Schnitzer                                                             | Selbständiger Kandidat      | 628              | 7,3 %   |
|                                                                       | Sonstige Parteien           | 24               | 0,3 %   |
| Wahlberechtigte: 9308, Ungültige Stimmen: 16, Wahlbeteiligung: 92,2 % |                             |                  |         |

#### Stichwahl
| Kandidat                                                              | Partei                      | Wahlkreisstimmen | Prozent |
| --------------------------------------------------------------------- | --------------------------- | ---------------- | ------- |
| Anton Pergelt                                                         | Deutsche Fortschrittspartei | 4557             | 52,4 %  |
| Engelbert Pernerstorfer                                               | Sozialdemokratische Partei  | 4132             | 47,6 %  |
| Wahlberechtigte: 9308, Ungültige Stimmen: 64, Wahlbeteiligung: 94,0 % |                             |                  |         |

### Reichsratswahl 1911
Die Reichsratswahl 1911 wurde am 13. Juni 1911 sowie am 20. Juni 1911 (Stichwahl) durchgeführt.

#### Erster Wahlgang
| Kandidat                                                               | Partei                      | Wahlkreisstimmen | Prozent |
| ---------------------------------------------------------------------- | --------------------------- | ---------------- | ------- |
| Philipp von Langenhan                                                  | Deutsche Fortschrittspartei | 4060             | 46,5 %  |
| Benno Karpeles                                                         | Sozialdemokratische Partei  | 3943             | 45,2 %  |
| Jerzadek                                                               | Christlichsoziale Partei    | 719              | 8,2 %   |
|                                                                        | Sonstige                    | 1                | 0,1 %   |
| Wahlberechtigte: 9603, Ungültige Stimmen: 129, Wahlbeteiligung: 92,2 % |                             |                  |         |

#### Stichwahl
| Kandidat                                                               | Partei                      | Wahlkreis- stimmen | Prozent |
| ---------------------------------------------------------------------- | --------------------------- | ------------------ | ------- |
| Philipp von Langenhan                                                  | Deutsche Fortschrittspartei | 4678               | 53,5 %  |
| Benno Karpeles                                                         | Sozialdemokratische Partei  | 4065               | 46,5 %  |
| Wahlberechtigte: 9603, Ungültige Stimmen: 175, Wahlbeteiligung: 92,9 % |                             |                    |         |